# Голубић (Обровац)
Голубић је насељено мјесто у Буковици, у сјеверној Далмацији. Припада граду Обровцу, у Задарској жупанији, Република Хрватска.

## Географија
Налази се 10 км источно од Обровца, у подножју Велебита, изнад ријеке Зрмање и њене притоке Крупе.

## Историја
Голубић се од распада Југославије до августа 1995. године налазио у Републици Српској Крајини. У близини се налази Кудин мост на Крупи.

## Становништво
Према попису из 1991. године, Голубић је имао 478 становника, од чега 475 Срба, 1 Хрвата и 2 Југословена. Према попису становништва из 2001. године, Голубић је имао 36 становника. Голубић је према попису становништва из 2011. године имао 132 становника.
| Националност       | 1991. | 1981. | 1971. | 1961. |
| Срби               | 475   | 466   | 586   | 666   |
| Југословени        | 2     | 31    | 9     | 8     |
| Хрвати             | 1     |       |       |       |
| остали и непознато |       | 8     |       |       |
| Укупно             | 478   | 505   | 595   | 674   |

| Демографија | Демографија | Демографија |
| Година      | Становника  | Становника  |
| ----------- | ----------- | ----------- |
| 1961.       | 674         |             |
| 1971.       | 595         |             |
| 1981.       | 505         |             |
| 1991.       | 478         |             |
| 2001.       | 36          |             |
| 2011.       |             | 132         |

## Попис 1991.
На попису становништва 1991. године, насељено место Голубић је имало 478 становника, следећег националног састава:
| Попис 1991.‍ | Попис 1991.‍ | Попис 1991.‍ | Попис 1991.‍ | Попис 1991.‍ |
| ----------- | ----------- | ----------- | ----------- | ----------- |
|             |             |             |             |             |
| Срби        | Срби        |             | 475         | 99,37%      |
| Југословени | Југословени |             | 2           | 0,41%       |
| Хрвати      | Хрвати      |             | 1           | 0,20%       |
| укупно: 478 |             |             |             |             |

## Презимена
- Веселиновић — Православци, славе Петровдан
- Драгичевић — Православци, славе Светог Јована
- Швоња — Православци, славе Лазареву суботу